# Thenkarai (Theni)
Thenkarai è una suddivisione dell'India, classificata come town panchayat, di 11.616 abitanti, situata nel distretto di Theni, nello stato federato del Tamil Nadu. In base al numero di abitanti la città rientra nella classe IV (da 10.000 a 19.999 persone).

## Geografia fisica
La città è situata a 10° 06' 02 N e 77° 30' 48 E.

## Società

### Evoluzione demografica
Al censimento del 2001 la popolazione di Thenkarai assommava a 11.616 persone, delle quali 5.876 maschi e 5.740 femmine. I bambini di età inferiore o uguale ai sei anni assommavano a 1.334, dei quali 681 maschi e 653 femmine. Infine, coloro che erano in grado di saper almeno leggere e scrivere erano 6.538, dei quali 3.886 maschi e 2.652 femmine.